# Kansas City Roos

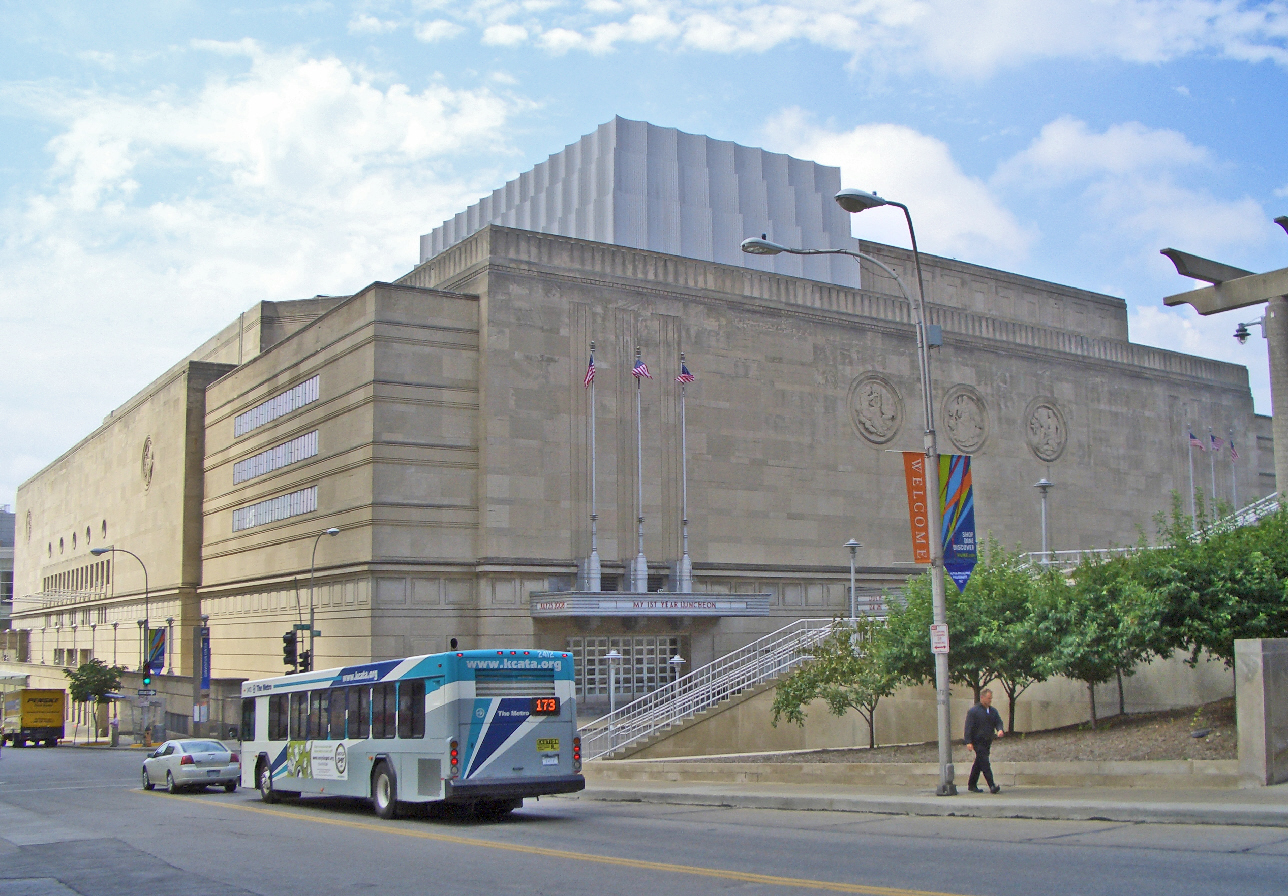
Municipal Auditorium.

Los Kansas City Roos, conocidos antes del año escolar 2019-20 como los UMKC Kangaroos (en español: "Canguros de la ciudad de Kansas"), es la denominación de los equipos deportivos de la Universidad de Misuri–Kansas City, institución académica ubicada en Kansas City, Misuri. Los Roos participan en las competiciones universitarias organizadas por la NCAA, y forman parte de la Summit League desde 1 de julio de 2020.

## Apodo y mascota
El apodo de la universidad es el de Kangaroos, y fue elegida en 1936. La mascota se denomina Kasey the Kangaroo, y fue dibujada originalmente por Walt Disney. El apodo se redujo a "Roos" en 2019, al mismo tiempo que UMKC cambió su marca deportiva a "Kansas City".

## Programa deportivo
Los Roos compiten en 7 deportes masculinos y en 9 femeninos:
| Masculino: - Baloncesto - Campo a través - Fútbol - Golf - Atletismo - Atletismo cubierta - Tenis | Femenino: - Baloncesto - Campo a través - Fútbol - Atletismo - Atletismo cubierta - Tenis - Sóftbol - Voleibol - Golf |

### Baloncesto
El equipo masculino de baloncesto no ha ganado en ninguna ocasión el título de campeón del torneo de conferencia a lo largo de su historia. Sólo uno de sus jugadores han llegado a jugar como profesional en la NBA, Tony Dumas, que lo hizo entre 1994 y 1998.

### Fútbol
El equipo masculino de fútbol logró su mayor éxito al ganar el Torneo de The Summit League en 2008.

## Instalaciones deportivas
- Municipal Auditorium es un pabellón que actualmente se utiliza sólo para eventos especiales en el baloncesto masculino, aunque ha sido el estadio principal de ese equipo en el pasado. Tiene una capacidad para 9.987 espectadores.[4]
- Swinney Recreation Center es el pabellón donde disputan sus partidos los equipos de voleibol femenino y baloncesto (masculino y femenino). Tiene una capacidad para 2.000 espectadores.[5]
- Stanley H. Durwood Soccer Stadium & Recreational Field, es el estadio donde disputan sus encuentros los equipos de fútbol. Tiene una capacidad para 850 espectadores sentados.[6]